# ابوالقاسم فروتن
ابوالقاسم فروتن سرتیپ سپاه پاسداران انقلاب اسلامی است، وی اهل استهبان استان فارس است که هم‌اکنون به‌عنوان رئیس حوزه ریاست ستاد کل نیروهای مسلح فعالیت می‌کند.
وی فعالیت نظامی را پس از وقوع انقلاب ۱۳۵۷ در سپاه پاسداران آغاز کرد و در خلال جنگ ایران و عراق فرماندهی بهداری رزم جنوب را برعهده داشت. او پس از جنگ دوره‌ای معاون بهداری نیروی زمینی سپاه پاسداران بود.
فروتن در فاصله سال‌های ۱۳۸۸ تا ۱۳۹۵ به‌عنوان معاون هماهنگ‌کننده و رئیس ستاد نیروی زمینی سپاه پاسداران فعالیت می‌کرد، از تیرماه تا شهریورماه ۱۳۹۵ ریاست اداره آماد ستاد کل نیروهای مسلح را برعهده داشت و از شهریورماه ۱۳۹۵ رئیس دفتر رئیس ستاد کل نیروهای مسلح است. وی در سال ۱۳۹۳ درجه سرتیپی دریافت کرد.